# Nico Emonds
Nico Emonds ou Nikolass Emonds est un ancien coureur cycliste belge, né le 4 avril 1961 à Hasselt. Professionnel de 1983 à 1996, il a notamment remporté le Tour de Belgique en 1986 et une étape du Tour d'Espagne 1990.

## Palmarès

### Palmarès amateur
- 1979
  - Drei Etappen Rundfahrt Frankfurt
  - Ledegem-Kemmel-Ledegem
  - Vlaams-Brabantse Pijl
  - Vöslauer Jugend Tour
  - Grand Prix Rüebliland

- 1980
  - 2e du Triptyque ardennais

- 1981
  - Triptyque ardennais :
    - Classement général
    - 1re, 2e et 3e étapes

  - 1rea étape du Tour de Rhénanie-Palatinat
  - Internatie Reningelst
  - Quatre Jours du Hainaut occidental
  - 3e du Tour du Limbourg amateurs
  - 3e du Trophée Het Volk

- 1982
  -  Champion de Belgique interclubs
  - Paris-Troyes
  - Trofee Het Volk
  - 2e de l'Internatie Reningelst

### Palmarès professionnel
| - 1983 - Maaslandse Pijl - 1984 - 4e étape du Tour de Galice - 4eb étape du Tour de Burgos - 5ea étape du Tour du Pays basque - 3e du Tour de l'Oise et de la Somme - 1985 - 4ea et 5e étapes de la Semaine catalane - 1986 - Tour de Belgique : - Classement général - 4eb étape (contre-la-montre) - 1re étape du Tour de Romandie - 2e du Grand Prix Eddy Merckx - 1988 - Binche-Tournai-Binche - 1989 - 7e étape du Tour de Catalogne - 3e de Bruxelles-Ingooigem | - 1990 - 4e étape du Tour de Galice - 13e étape du Tour d'Espagne - Tour d'Aragon : - Classement général - 1re étape - 1993 - Puivelde Koerse - Flèche hesbignonne-Cras Avernas - 1994 - Flèche hesbignonne-Cras Avernas - Circuit des bords flamands de l'Escaut - 3e du Trophée Castille-et-León - 6e du championnat du monde du contre-la-montre - 1995 - 3e du Circuit des frontières |  |

## Résultats sur les grands tours

### Tour de France
5 participations
- 1983 : abandon (13e étape)
- 1985 : abandon (15e étape)
- 1986 : 70e
- 1991 : abandon (18e étape)
- 1994 : abandon (14e étape)

### Tour d'Espagne
4 participations
- 1984 : abandon
- 1990 : 35e, vainqueur de la 13e étape
- 1992 : 69e
- 1994 : 78e

### Tour d'Italie
2 participations
- 1991 : 128e
- 1992 : 45e